# Se mi lasci non vale (film)
Se mi lasci non vale è un film commedia del 2016 scritto e diretto da Vincenzo Salemme. Il film rientra tra quelli tenuti in considerazione nella prima edizione del Premio Dedalo Minosse Cinema del 2016.

## Trama
Vincenzo e Paolo, dopo essere stati lasciati dalle rispettive compagne, Sara e Federica, si incontrano casualmente e decidono di vendicarsi: Vincenzo farà innamorare di sé Federica, e Paolo farà lo stesso con Sara, con l'intenzione poi di lasciarle. Ma nulla va come previsto, anche perché nella vicenda si inserisce Alberto, attore squattrinato che dovrebbe interpretare il ruolo dell'autista di Vincenzo ma poi, per un equivoco, si invertono i ruoli.

## Curiosità
Il personaggio interpretato da Carlo Buccirosso si chiama Alberto Giorgiazzi, anagramma di Giorgio Albertazzi. In una scena lo stesso dice che è "quasi un anagramma".